# Площа Яна Матейка (Краків)
Площа Яна Матейка (пол. Plac Jana Matejki w Krakowie) — площа в Кракові в дільниці I Старе місто, розташована між вулицями Баштовою і Варшавською в Клепажі.
У минулому територія площі Матейка була східною частиною ринку Клепарського, ймовірно, заснованого в 14 столітті. Тут розташовувалися ратуша та бійні. Вся територія також служила околицею Барбакану.
Клепарж був приєднаний до Кракова у 1791 році.
Поділ ринку Клепарж відбувся у 19 столітті. На сьогоднішній площі збудували головний корпус Академії образотворчих мистецтв, а потім на місці ратуші в Клепаржі звели будинок дирекції залізниць. Площу називали Головною . Свою нинішню назву вона отримала у 1882 році, коли Ян Матейко отримав статус почесного громадянина міста Кракова.
З часом стара дерев'яна забудова навколо площі зникла. Збудовано будинок Національного банку Польщі та прибуткові будинки.
У 1910 році, до 500-річчя переможної Грюнвальдської битви, за проєктом Антонія Вівульського було споруджено пам'ятник Грюнвальду. Спорудження пам'ятника фінансував Ігнацій Падеревський. Пам'ятник був знищений німцями під час окупації. У 1976 році пам'ятник був реконструйований. Перед пам'ятником мармурова плита Могили Невідомого солдата.
На перехресті вулиць Варшавської та Курників, на розі площі Матейка, знаходиться костел св. Флоріана з 12 століття, багато разів перебудовувався. У минулому від костелу св. Флоріана починалася т. зв «Королівська дорога» на Вавель.

## Будівлі
- мн. Я. Матейки 1-1а — будівля Національного банку Польщі, проєкт Казімеж Вичинський і Теодор Гофман, 1921 рік
- мн. Я. Матейки 6 — кам'яниця, проєкт Джошуа Оберледер, 1918 рік
- мн. Я. Матейки 7 — Кам'яниця, проєкт Тадеуш Праусс, 1910
- мн. Я. Матейки 8 (вул. Курники 1) — Готель Матейка (раніше кам'яниця), проєкт Олександр Біборський, 1909 рік
- мн. Я. Матейки 11 — Міська школа, проєкт Мацей Морачевський, 1877
- мн. Я. Матейки 12 — будинок дирекції залізниць, проєкт надіслано з Відня, 1888 р.
- мн. Я. Матейки 13 (вул. Баштова 19) — Головний корпус Академії образотворчого мистецтва, спроєктований Мацеєм Морачевським, 1877 р

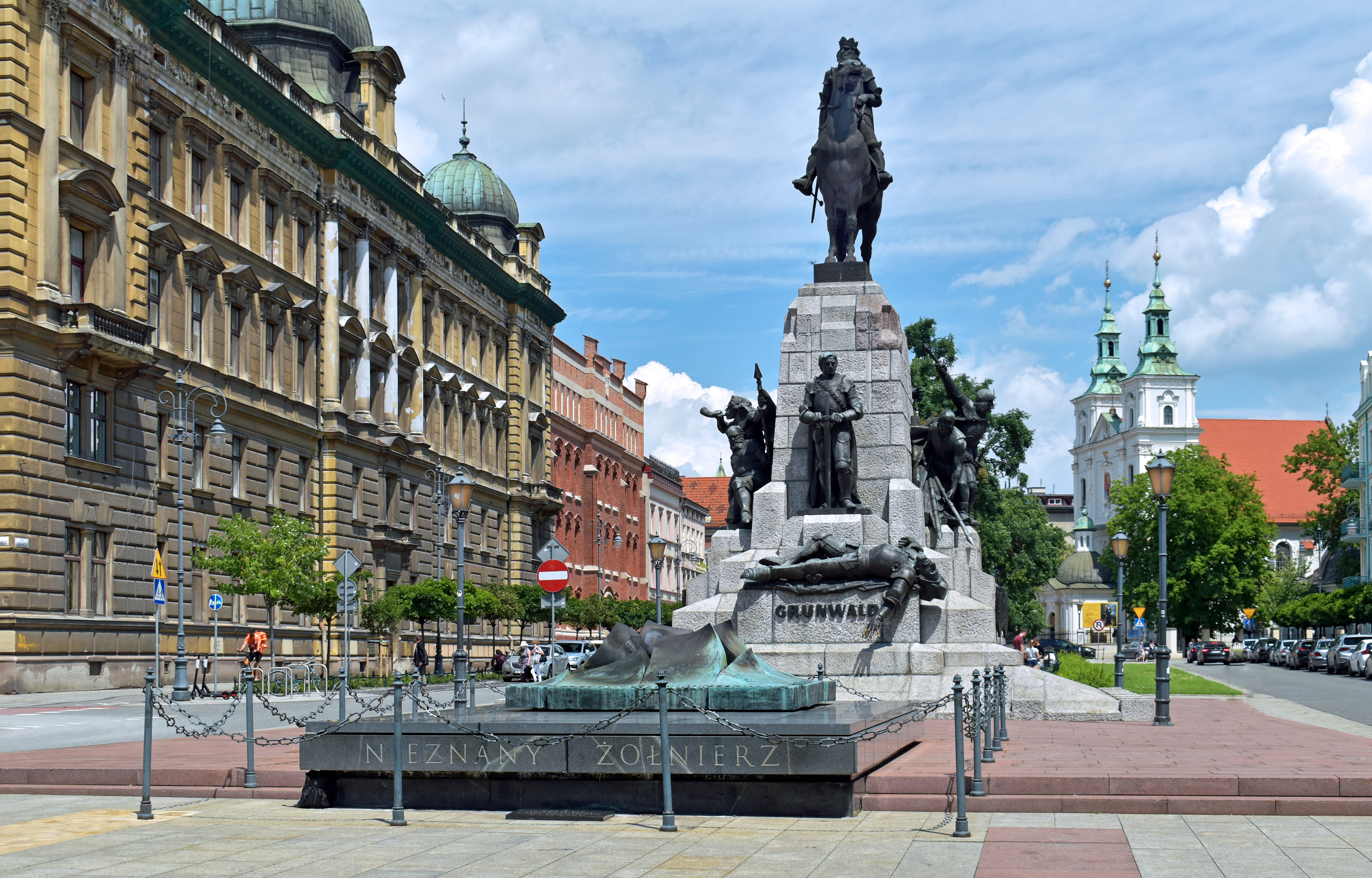
Грюнвальдський пам'ятник і могила невідомого солдата
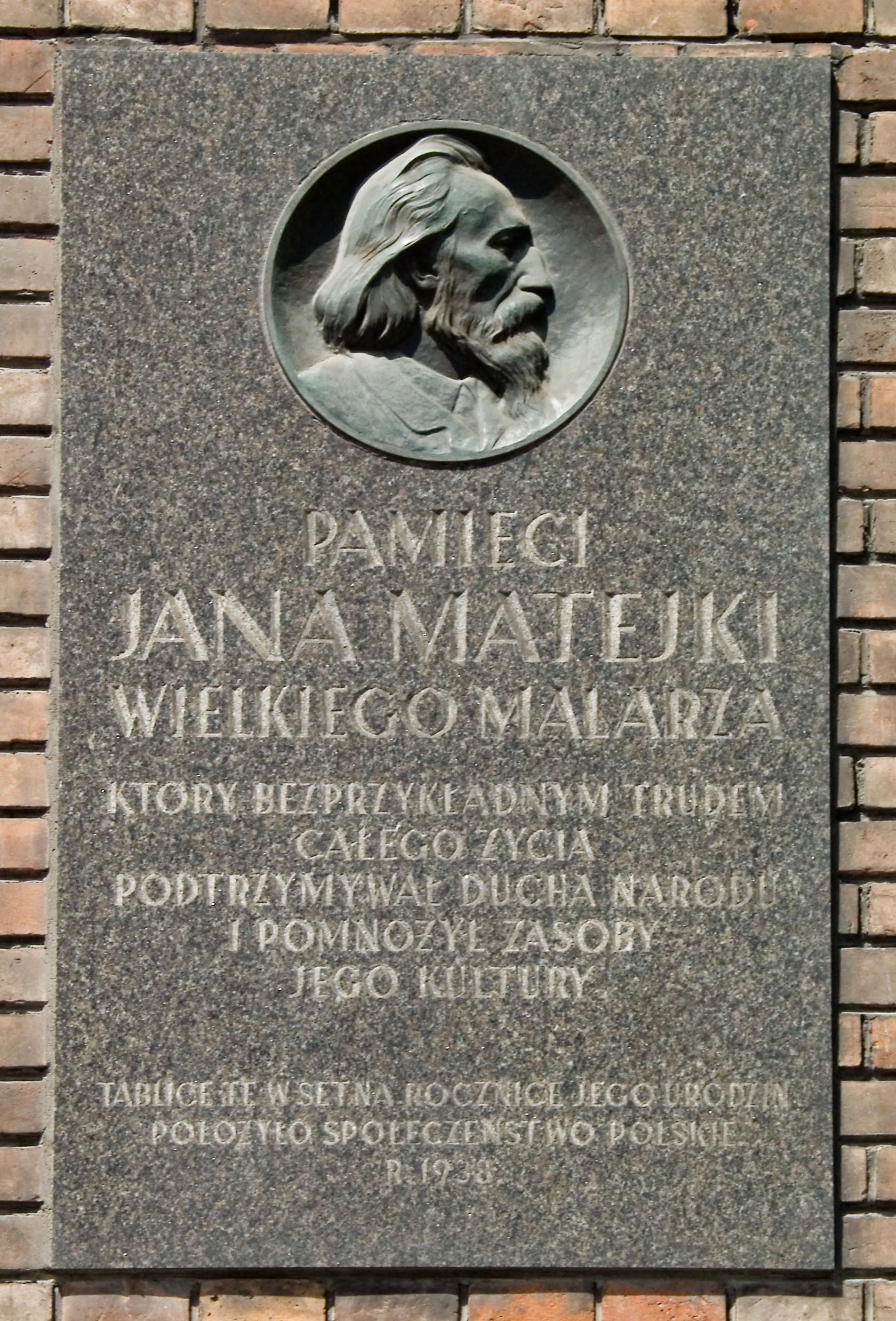
Меморіальна дошка Яна Матейка, вбудована в стіну Академії образотворчого мистецтва
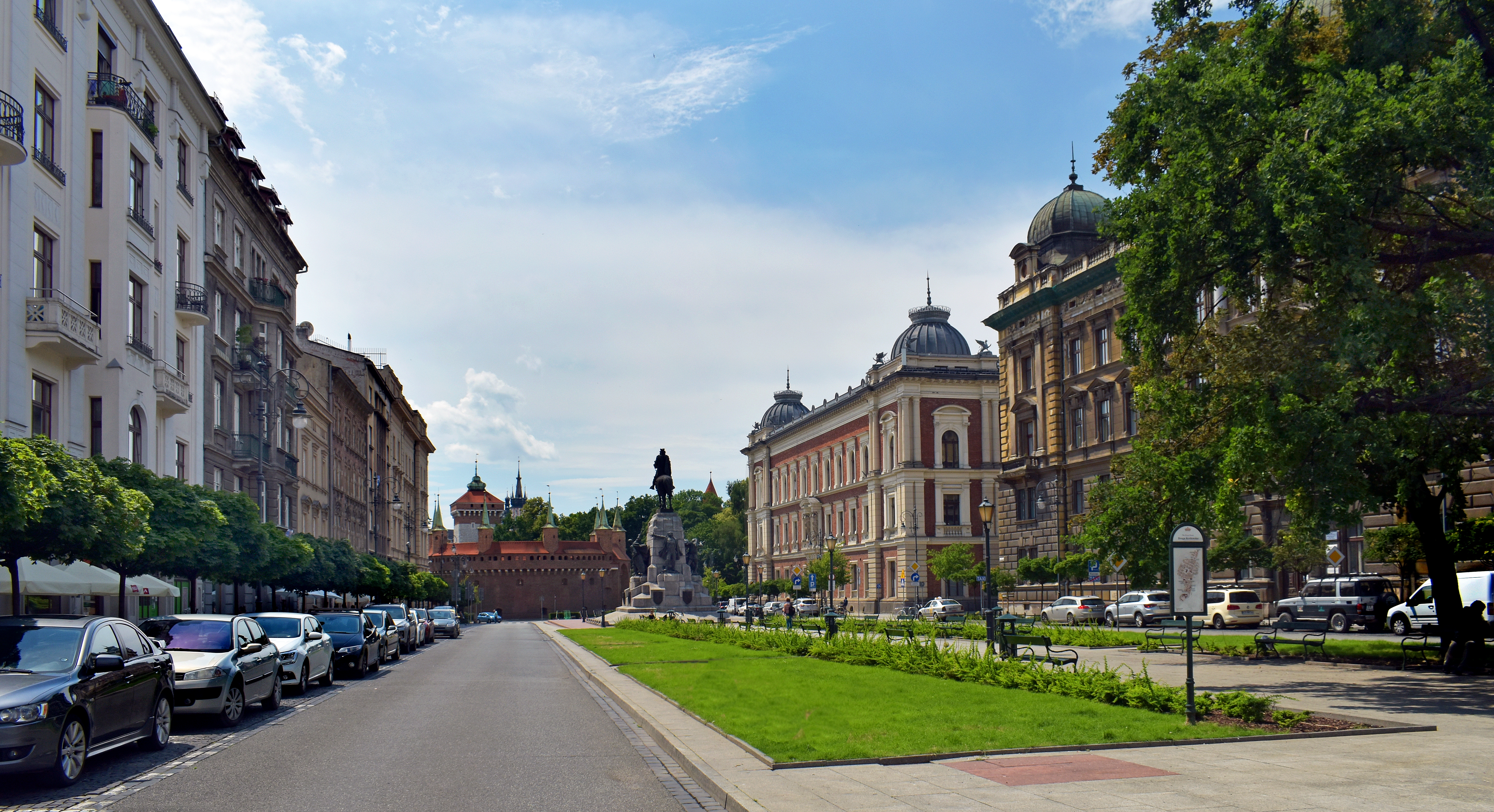
Вигляд з півночі, від церкви св. Флоріан
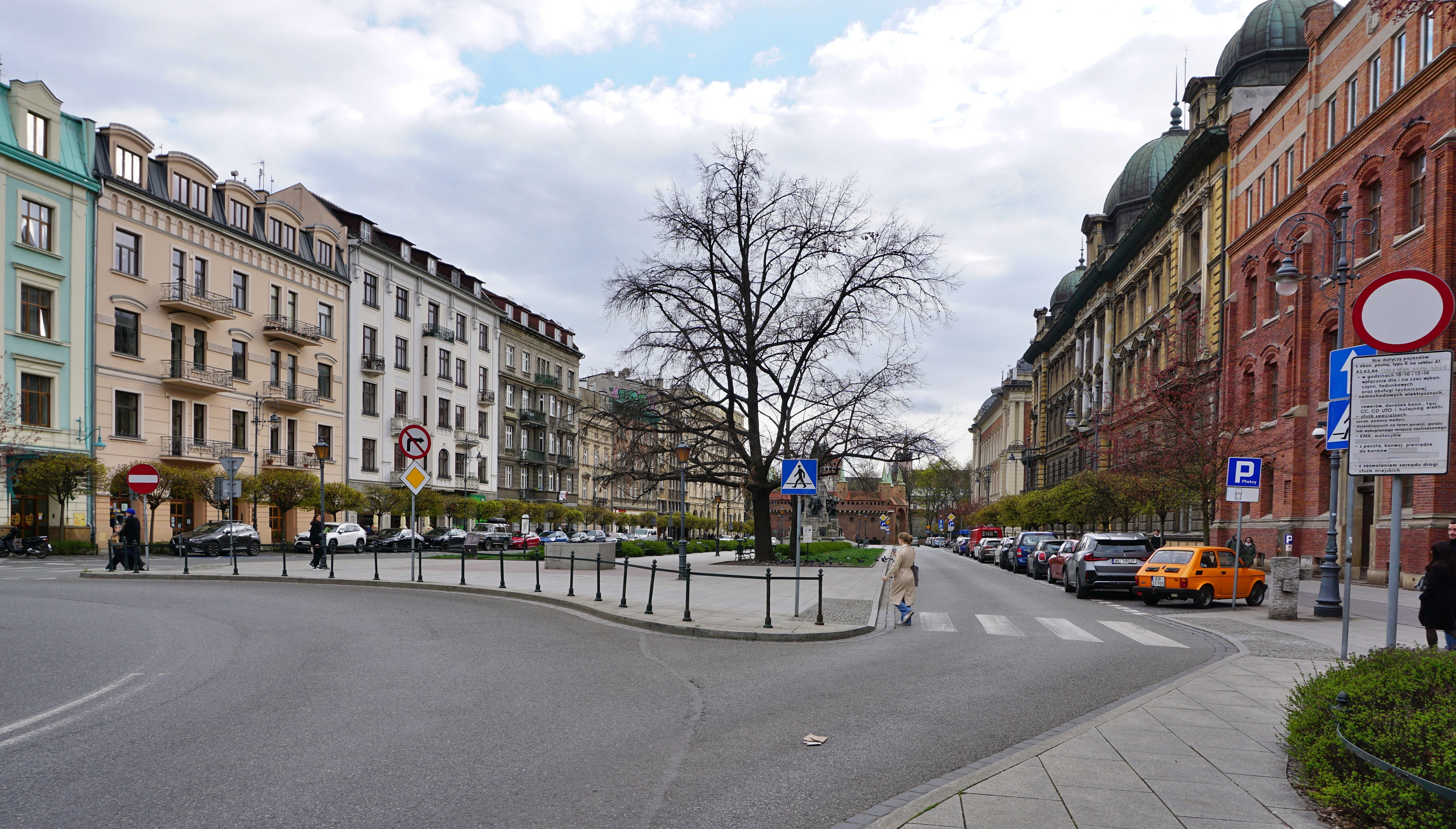
Вид з вулиці Варшавської
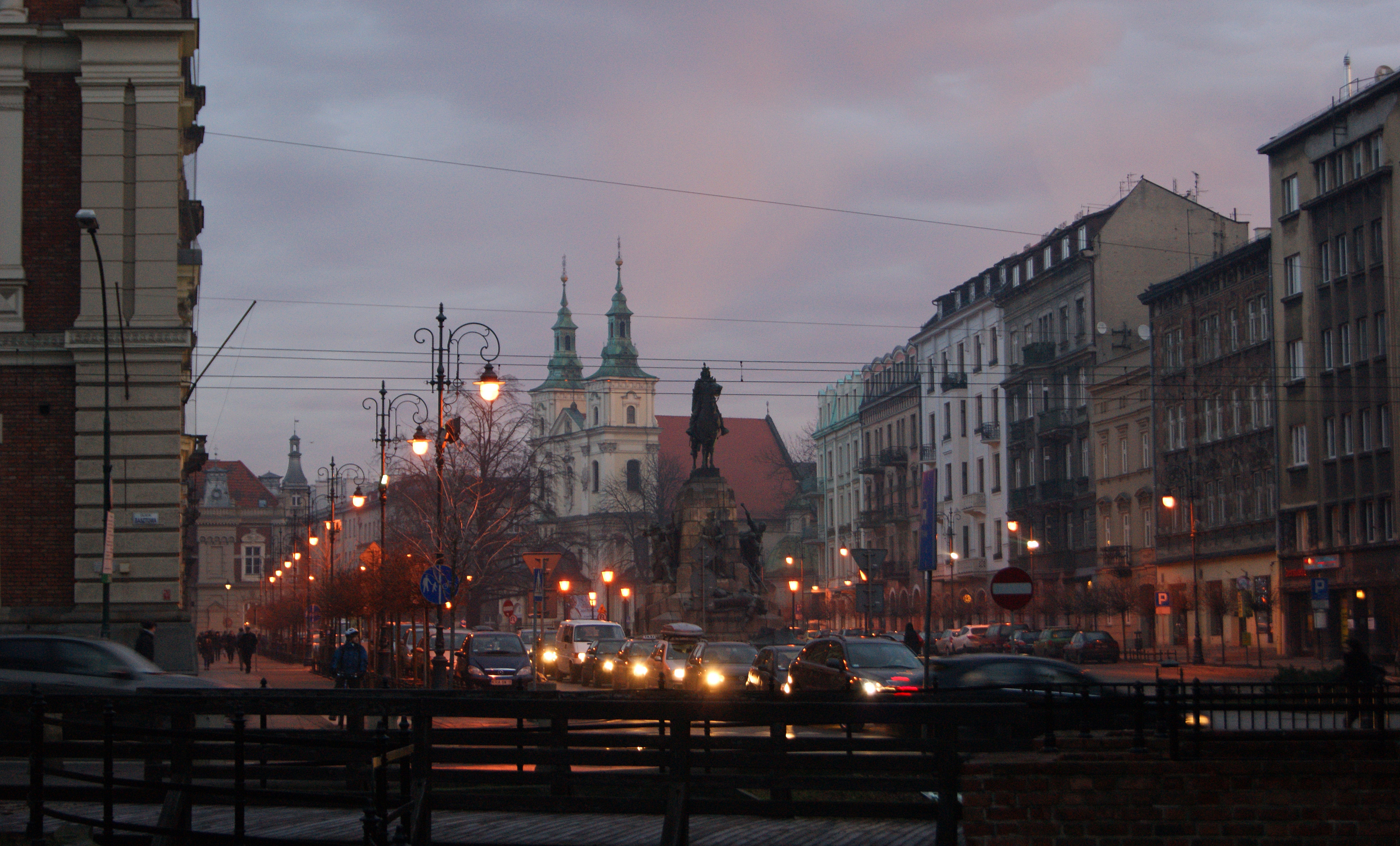
Вид з півдня
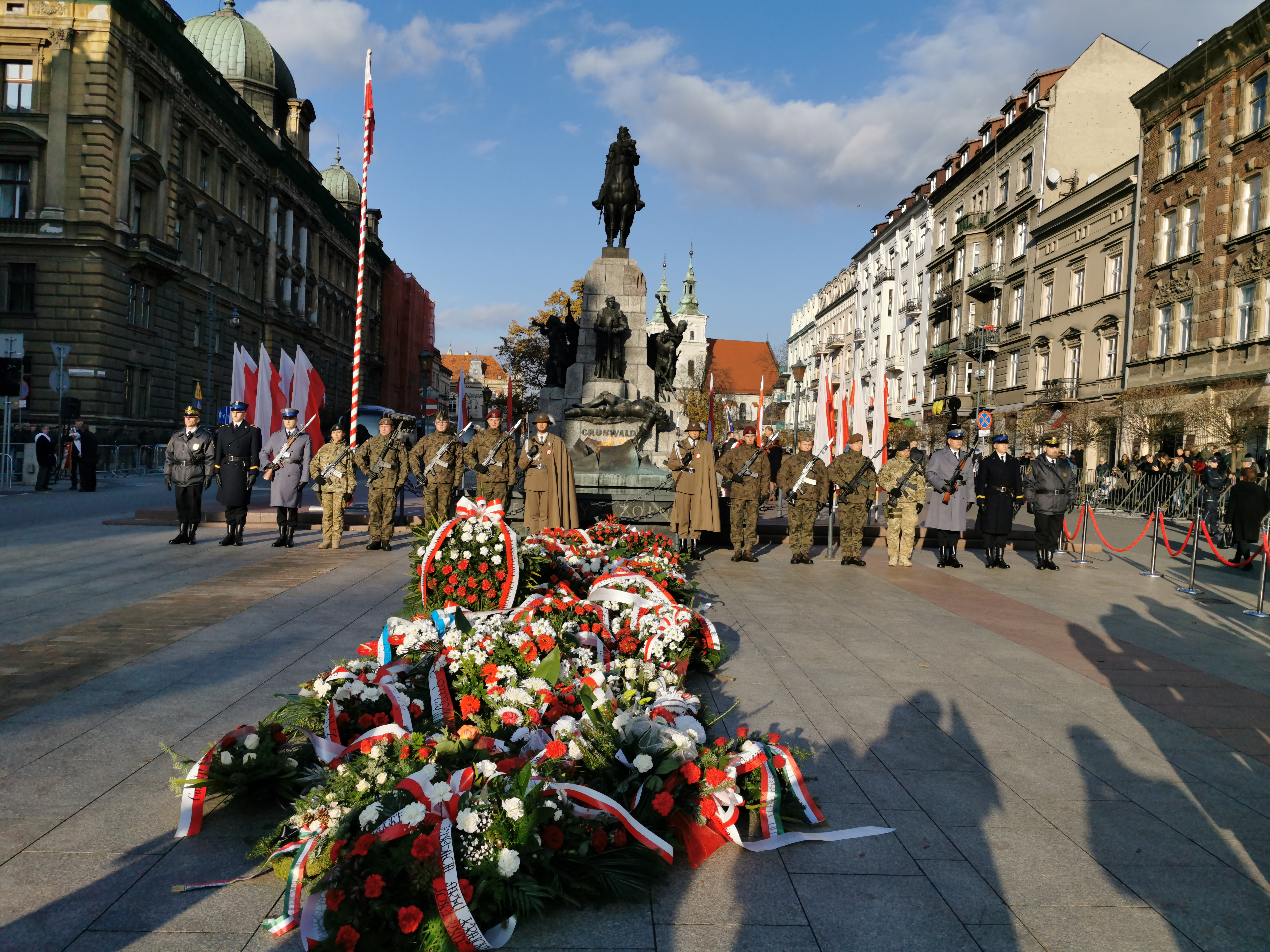
Святкування Дня Незалежності
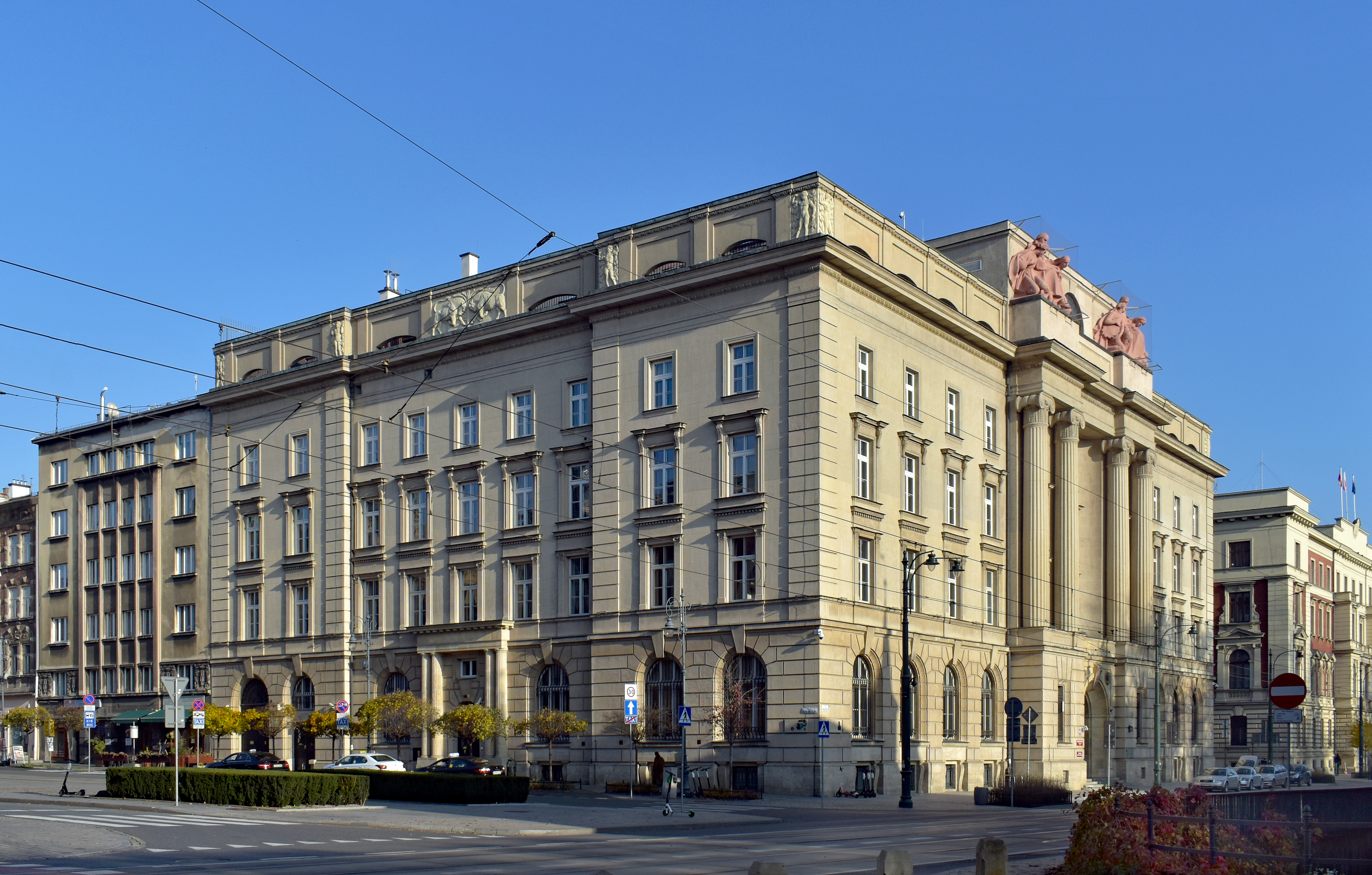
мн. Яна Матейка 1-1а, будівля НБП
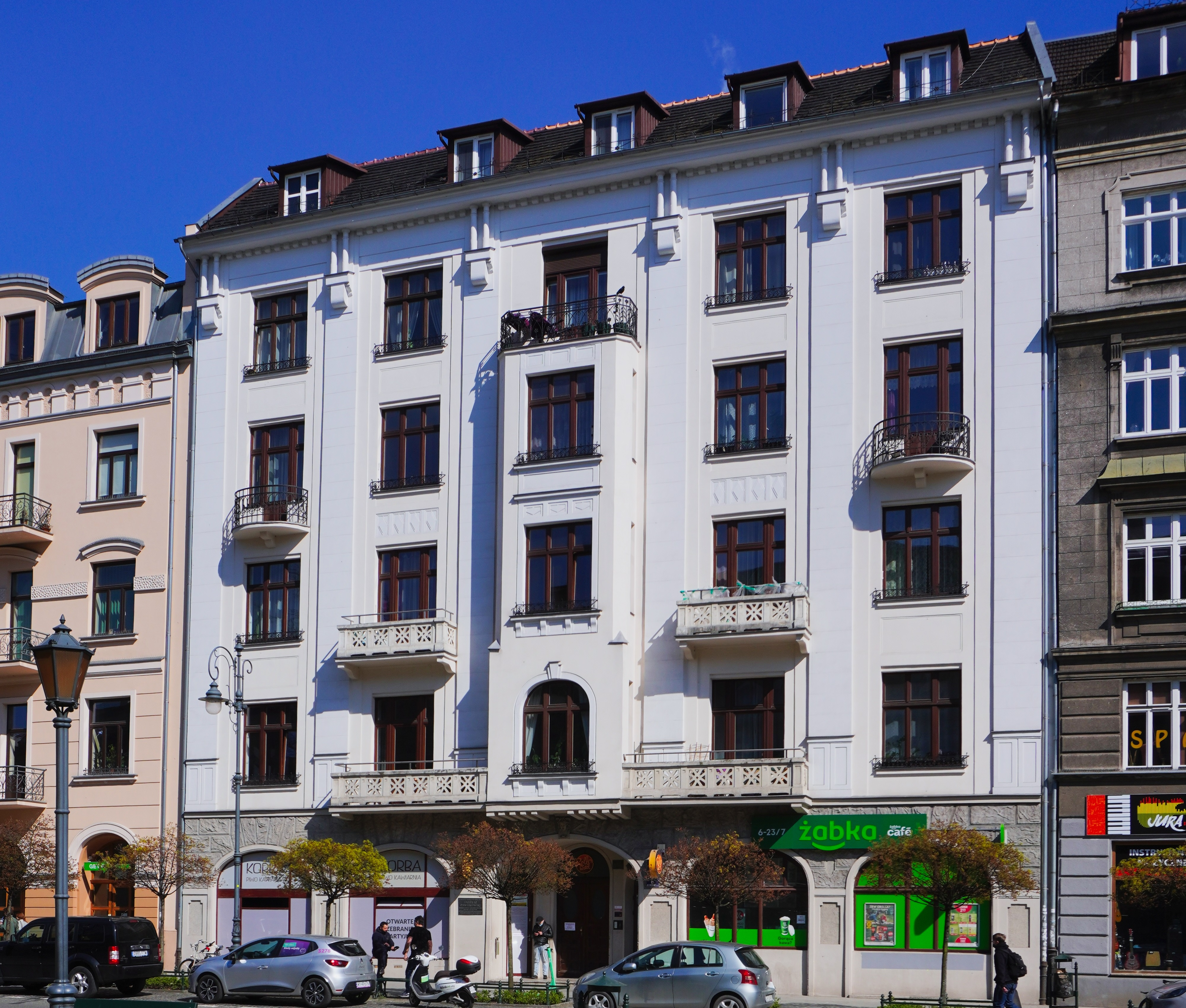
мн. Яна Матейка 6, Кам'яниця
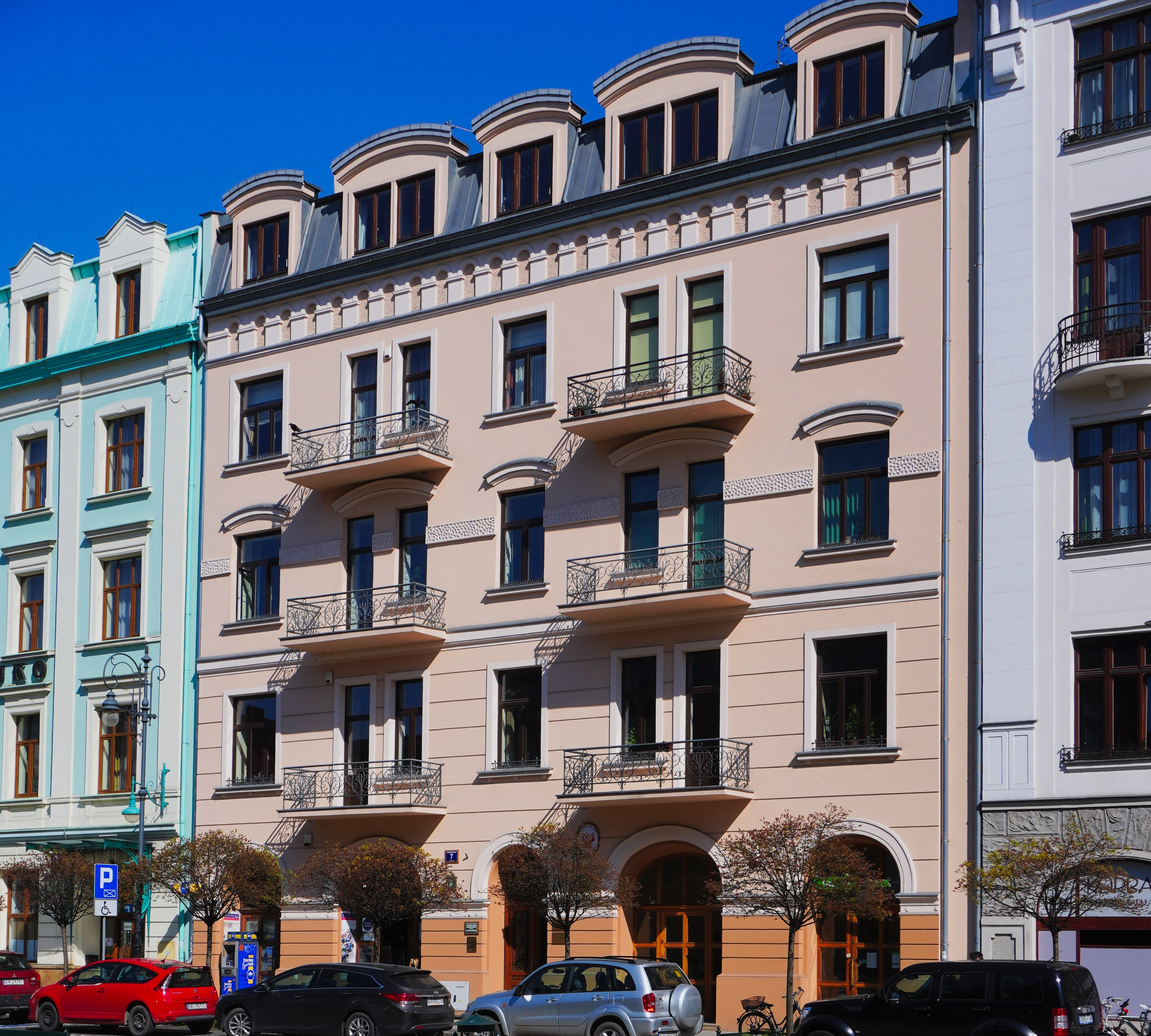
мн. Яна Матейка 7, Кам'яниця чиншова
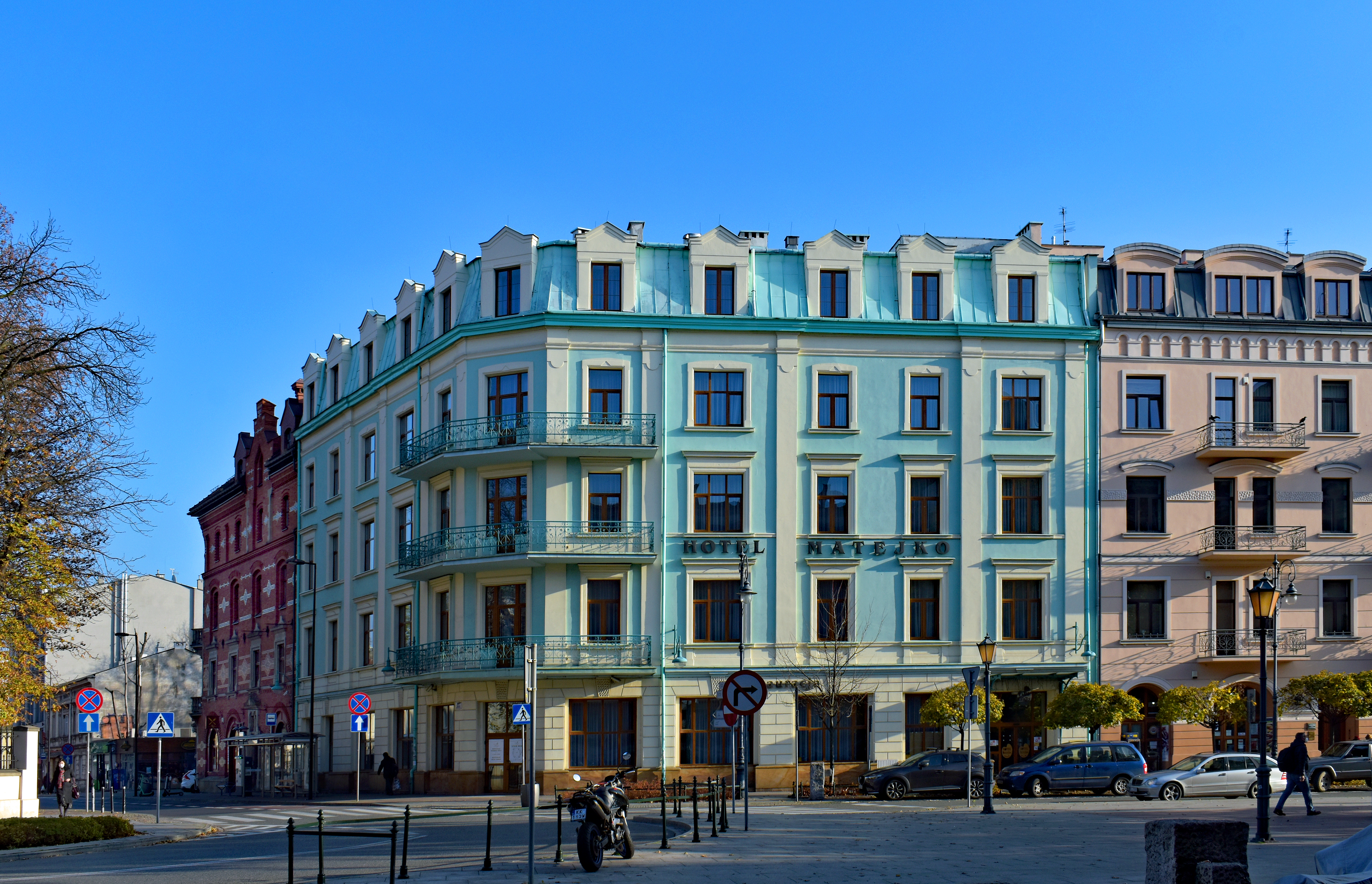
мн. Яна Матейка 8, Готель Матейка
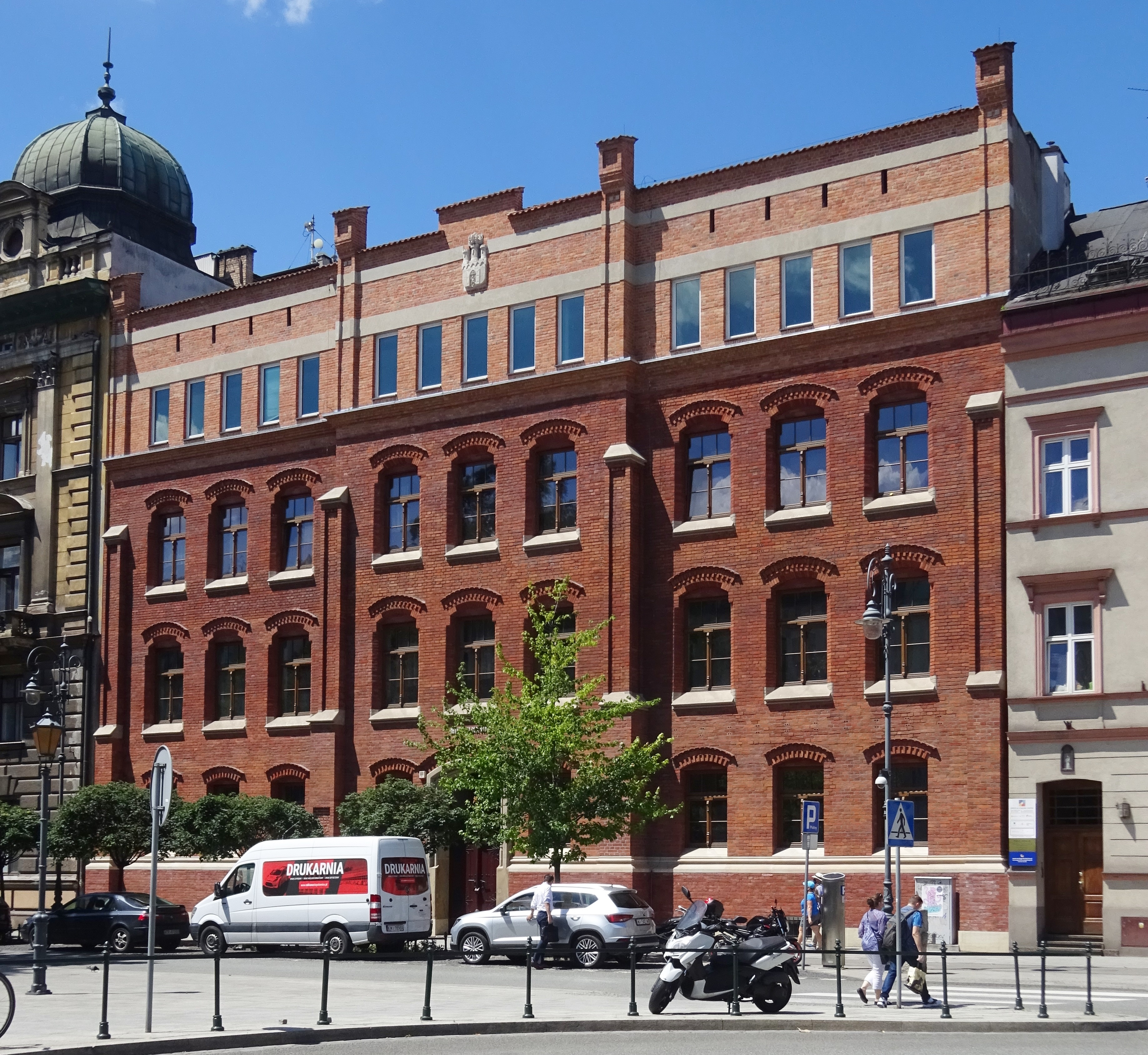
мн. Яна Матейка 11, Школа Матейка
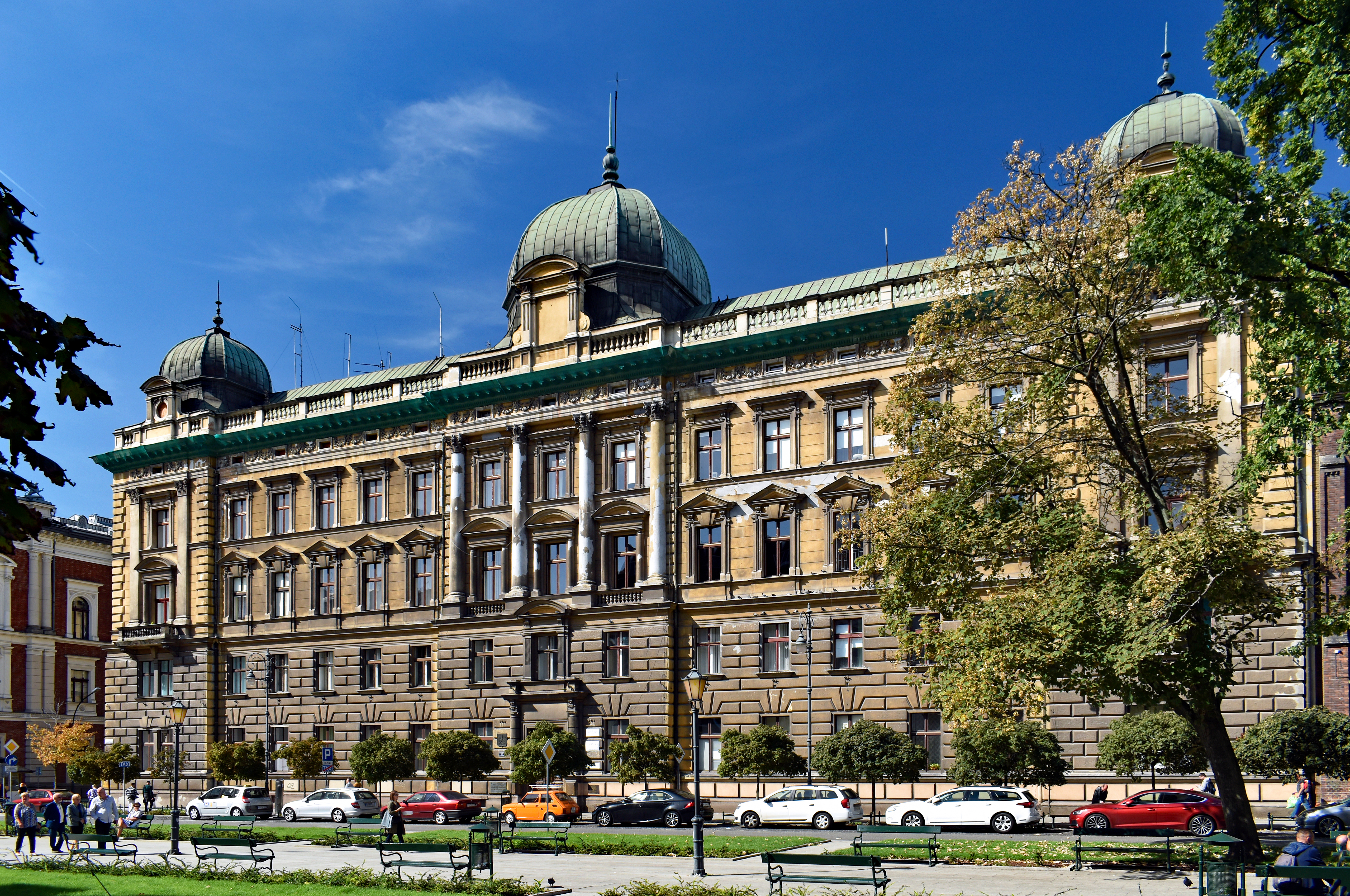
мн. Яна Матейка 12, будівля управляння Державної залізниці
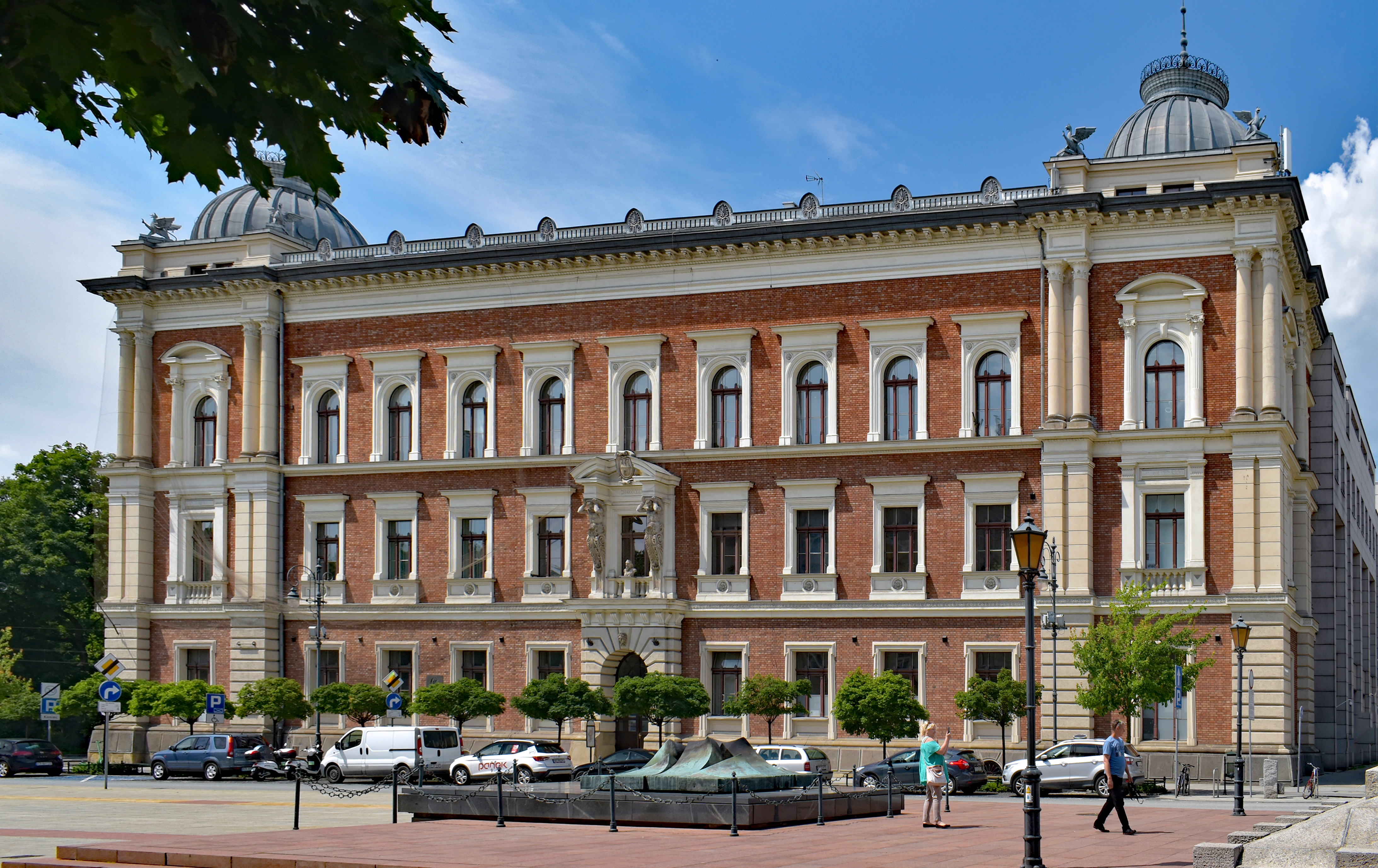
мн. Яна Матейка 13, Головний корпус Академії мистецтв